# Леон Розенфельд
Ле́он Ро́зенфельд (фр. Léon Rosenfeld) (14 серпня 1904, Шарлеруа — 23 березня 1974, Копенгаген) — бельгійський фізик-теоретик.

## Життєпис

### Походження
Леон Розенфельд народився 14 серпня 1904 в Шарлеруа (Бельгія) в світській єврейській родині. Батько Леона — інженер, помер у молодому віці. Його виховувала мама. Леон отримав добру середню освіту в Королівському атенеумі в Шарлеруа. Учителі школи пророкували йому успішну наукову кар'єру. Він був поліглотом, знав вісім-дев'ять мов і вільно володів щонайменше п'ятьма з них.

### Етапи науково-академічної діяльності
1926 року Леон Розенфельд захистив з відзнакою дисертацію й отримав ступінь доктора фізико-математичних наук у Льєзькому університеті. Завдяки урядовій дотації та стипендії Льєжського університету здійснив навчальні поїздки за кордон для стажування в Парижі, Геттінгені, Цюриху.
- 1926—1927 рр. у École normale supérieure працював з Луї де Бройлем.
- 1927—1929 рр. в Геттінгенському університеті працював асистентом професора Макса Борна, під час хвороби професора читав замість нього лекції. У Геттінгені провів три семестри, півтора року.
- 1929—1930 рр. на запрошення Вольфганга Паулі Леон перебував у технічному університеті Цюриху з невеликими перервами теж три семестри. Тут він займався електродинамікою. У цей час він вже був знайомий з Нільсом Бором і Бор запросив його до Копенгагена, щоб Леон допоміг йому з написанням статті, яку Бор хотів закінчити. Залишивши Цюрих, Розельфельд приїхав до Копенгагена і працював із Бором кілька місяців, а потім знову повернувся до Цюриха.
- 1930 року Леон Розенфельд був призначений професором теоретичної фізики в Льєжі, де спочатку читав лекції з фізики радіації, пізніше — із статистичної механіки[8]. В університеті були зацікавлені в ньому і тому створили пільгові умови читання лекцій. Про це він сам так розповідав у інтерв'ю Чарльзу Вінеру в 1968 році: «Мені дали лекторство, але дозволили або, принаймні, терпіли — я не думаю, що вони були дуже раді — що я влаштував так, щоб мої лекції проходили протягом однієї частини року, або взимку, або влітку, як було зручніше, а іншу частину року я провів за кордоном. На цій умові я провів ще один семестр у Цюриху, а потім зв'язки з Бором ставали дедалі тіснішими, і нарешті я проводив половину кожного року тут, у Копенгагені, а іншу половину — у Льєжі»:

| англ. They gave me a lectureship, but I was allowed or at least it was tolerated — I don’t think they were very glad — that I arranged for my lectures to take place during one part of the year, either the winter or the summer as it was more convenient, and I spent the other part of the year abroad. I spent still one semester on that condition in Zurich, and then the ties with Bohr became more and more intimate, and finally I spent half of every year here in Copenhagen and the other half in Liege. |
| |

- 1940 року ще до німецького вторгнення в Утрехтському університеті він став наступником Джорджа Уленбека, який з родиною повернувся в США, на посаді завідувача кафедри теоретичної фізики й механіки. Проте, через німецьку окупацію Нідерландів та її антисемітську політику Розенфельд не зміг обійняти посаду професора. Під час окупації він таємно проводив семінари в себе вдома для єврейських студентів. Усі воєнні роки Розенфельд провів в Утрехті. Після завершення війни він таки обійняв посаду професора в Утрехті, де працював до 1947 року[11].
- З 1947 Розенфельда запросили в Англію для підсилення досліджень в ядерній фізиці, де він працював завідувачем кафедри теоретичної фізики в Манчестерському університеті до 1958 року.
- З 1958 року аж до смерті працював в інституті Nordita в Копенгагені, заснованому в 1957 році з ініціативи Бора[8].

### Родина
1933 року Леон Розенфельд одружився з Івонн Камбрезьє, яка була однією з перших жінок, які отримали ступінь доктора філософії з фізики в європейському університеті. У подружжя 1934 року в Льєжі народилася донька Андре Жанна, а пізніше — cин Жан. Основною мовою в родині була французька мова, хоча вони також вільно розмовляли нідерландською, а пізніше данською та англійською мовами. Батьки виховували дітей за європейськими нормами, притаманними середньому класу — в упорядкованому, стриманому, культурному дусі. Андре стала відомим археологом. 1960 року, захистивши дисертацію про седиментологію палеолітичних печер, зокрема, в Девоні, отримала ступінь доктора філософії в Інституті археології (Лондон). Стала визнаним спеціалістом з інтерпретації наскельного мистецтва в Австралії. Молодший син Розенфельдів Жан став науковим співробітником.

### Науковий внесок
Леон Розенфельд зробив наукові внески в широкий спектр галузей фізики, від статистичної фізики та квантової теорії поля до астрофізики.
Свої важливі наукові праці він розпочав публікувати ще в 1927 році у віці 23 роки. 1928 року опублікував спільну з Е. Вітмером статтю про електронні хвилі в Zeitschrift für Physik. 1929 року він зробив внесок в теорію ефекта Фарадея. З 1929 по 1931 рр. він публікував свої дослідження з теорії поля.
1930 Леон Розенфельд опублікував перший систематичний гамільтоніанівський підхід до моделей Лагранжа, які мають локальну калібрувальну симетрію. Застосування цього формалізму до теорій з локальною внутрішньою симетрією, таких як електромагнетизм у взаємодії з полями зарядженої матерії, є дійсним і випереджує на два десятиліття роботи Дірака й Бергмана. Як не дивно, Дірак ніколи не визнавав, що був стимульований роботою Розенфельда, хоча є документальні підтвердження того, що він знав про це ще в 1932 році. Тепер алгоритм для включення калібрувальної симетрії в гамільтоніанівську структуру дещо невиправдано відомий як метод Дірака-Бергмана. Як вважає професор-фізик Д. Солсбері, насправді точніше було б його описати як метод Розенфельда-Дірака-Бергмана. Таким чином, Розенфельд ще 1930 року розробив метод для обробки локальних калібрувальних симетрій у рамках гамільтоніана, який все ще можна використовувати дотепер.
З 1930 року Леон Розенфельд був близьким колегою й співавтором Нільса Бора. Він найбільш відомий завдяки своїй роботі з Нільсом Бором 1933 року про можливість вимірювання квантових електродинамічних полів.
Крім проблем вимірювання в квантовій електродинаміці, Розенфельд займався статистичною механікою, ядерною фізикою та особливо ядерними реакціями. З професором Інституту теоретичної фізики Крістіаном Меллером працював над польовою теорією мезонів. Він загально відомий своїми роботами з теорії атомних ядер. З 1962 по 1965 роки він у співпраці з Жаном Гумблетом опублікував серію досліджень з теорії ядерних реакцій. 1948 року в своїй книзі «Ядерні сили» запропонував назву елементарної частинки — лептон.
1955 року Леон Розенфельд заснував журнал «Ядерна фізика» (англ. Nuclear Physics) і залишався його головним редактором до смерті.
Разом із Фредеріком Белінфанте він вивів тензор напруження–енергії Белінфанте–Розенфельда, який є модифікацією канонічного тензора енергії-імпульсу.
Важливі внески Розенфельд зробив у галузі молекулярної астрофізики. 1933 року він чітко продемонстрував вплив коливань тиску й температури на вміст молекул у зоряній атмосфері. Проблема молекулярного вмісту була поставлена перед Івонн Камбрезьє як тема її дисертаційної роботи. І перша публікація на цю тему «Про дисоціацію молекул в атмосферах зірок головної послідовності» (англ. On the Dissociation of Molecules in the Atmospheres of the Stars of the Main Sequence) була підписана Івонн Камбрезьє, Леоном Розенфельдом і представлена Королівському астрономічному товариству Полем Діраком. У пізніших роботах Розенфельд показав, що в розрахунках реакцій дисоціації молекул, крім основної молекулярної константи — теплоти дисоціації, необхідно враховувати інші, такі як частоту коливань, момент інерції, електронний стан.
Інший внесок в молекулярну астрофізику полягав у остаточному приписування ліній поглинання в спектрах зірок молекулі й теоретичні міркування щодо поширеності таких міжзоряних молекул. Його публікація 1937 року вперше ідентифікувала міжзоряну молекулу й спонукала до наступних досліджень. Як фізик-теоретик Розенфельд виявляв постійне зацікавлення астрономією, зокрема впливаючи на тематику інституту астрофізики під час свого професорства у Льєзькому університеті.
Розенфельд завжди цікавився історію науки. Ще 1927 року він став одним із засновників Товариства історії науки, 1933 року — членом Національного комітету історії науки. Протягом своєї кар'єри він опублікував багато розвідок з історії фізики, про фізиків та їх відкриття. Та найбільше про свого вчителя, а потім колеги — Нільса Бора, що дало цінні документи для історії фізики.

### Вибрані твори
- Leon Rosenfeld. Nuclear Forces. — North-Holland Publishing Company, 1948. — P. 543.
- Leon Rosenfeld. Theory of Electrons. — North-Holland Publishing Company, 1951. — 119 p.
- N. Bohr, L. Rosenfeld. Zur Frage der Messbarkeit der electromagnetischen Feldgrössеn // Mat.-Fys. Medd. Dan. Vidensk. Selsk.. — 1933. — Т. 12, вип. 8 (26 березня). — С. 78-94.
- N. Bohr, L. Rosenfeld. Field and Charge Measurements in Quantum Electrodynamics // Physical Review. — 1950. — Т. 78 (26 березня). — С. 794-799. — DOI:https://doi.org/10.1103/PhysRev.78.794.

### Визнання й нагороди
- 1930 року отримав премію Агатона де Поттера Королівської академії Бельгії.
- 1949 року отримав премію Франкі, яка щорічно присуджується з 1933 року Фондом Франкі бельгійському вченому, який зробив важливий внесок у науку, що підвищив престиж Бельгії[9].
- З 1959 року був членом Королівської академії Бельгії.

1964 року 57-й 706-сторінковий том журналу «Nuclear Physics» був присвячений Леону Розенфельду. Він містив понад 50 важливих оригінальних публікацій в галузі теоретичної ядерної фізики.
Випуск то́му був здійснений без відома Розенфельда з нагоди його шістдесятиріччя за ініціативи трьох його колишніх студентів M. Демера, Ж. Гамблета і Ж. Серпе. Статті для випуску були написані його колегами-фізиками, які  хотіли виявити йому свою вдячність і пошану.
Як було відзначено ініціаторами випуску у вступній статті, «Леон Розенфельд виявляє глибокий вплив, зумовлений не лише його талантом фізика, але і його привабливою особистістю, у якій знання вписуються у винятково багату загальну культуру. Усі мали змогу оцінити його постійну турботу про підростаючі покоління фізиків та його надзвичайну простоту, яка так полегшує людські стосунки»:

| фр. «A tous il apparaît, en effet, que l'influence profonde exercée par Léon Rosenfeld est due, non seulement à ses talents de physicien, mais aussi à sa personnalité attachante où le savoir particulier s'insère dans une culture générale exceptionnellement riche. Chacun a pu apprécier sa sollicitude constante pour les jeunes générations de physiciens et son extrême simplicité, qui facilite tellement les relations humaines».. |
| |

Помер Леон Розенфельд 23 березня 1974 року в Копенгагені, коли його відпустили з лікарні на вихідні дні. Двома днями раніше він втішився, коли довідався про плани інституту з нагоди його 70-річчя встановити стипендію його імені для молодих дослідників, і яка мала б забезпечити річне стажування в інституті Ерстеда.